# Vila pentru două familii de pe str. Maria Cebotari, 61 (Chișinău)
Vila pentru două familii de pe str. Maria Cebotari, 61 este o clădire amplasată pe str. Maria Cebotari, 61 în Chișinău, Republica Moldova. Este un monument arhitectural de importanță națională inclus în Registrul monumentelor Republicii Moldova ocrotite de stat cu nr. 354 (municipiul Chișinău). Datează din 1930.